# 上希迪謝盧鄉
46°57′N 22°03′E / 46.950°N 22.050°E
上希迪謝盧鄉（羅馬尼亞語：Comuna Hidișelu de Sus, Bihor），是羅馬尼亞的鄉份，位於該國西北部，由比霍爾縣負責管轄，面積90平方公里，海拔高度280米，2007年人口3,145，人口密度每平方公里35人。